# Macrodites
Macrodites es un género de foraminífero bentónico de estatus incierto, aunque considerado un sinónimo posterior de Lenticulina de la subfamilia Lenticulininae, de la familia Vaginulinidae, de la superfamilia Nodosarioidea, del suborden Lagenina y del orden Lagenida. Su especie tipo era Macrodites cucullatus. Su rango cronoestratigráfico abarcaba el Holoceno.

## Clasificación
Macrodites incluye a la siguiente especie:
- Macrodites cucullatus